# غلوفر كوين
غلوفر كوين (بالإنجليزية: Glover Quin)‏ هو لاعب كرة قدم أمريكية أمريكي، ولد في 15 يناير 1986 في ماكومب في الولايات المتحدة.

## وصلات خارجية
- غلوفر كوين على موقع مرجع كرة القدم المحترفة.كوم (الإنجليزية)